# John Leslie (político)
John Robert Leslie (3 de novembro de 1873 - 12 de janeiro de 1955) foi um político escocês, filiado ao Partido Trabalhista do Reino Unido.